# 荘司市太郎
荘司 市太郎（しょうじ いちたろう、1874年〈明治7年〉1月30日 - 1950年〈昭和25年〉2月25日）は、日本の技師、工学博士、工業試験所技師、大阪工業試験所長。工業化学会会長。専門は応用化学。

## 経歴
福井県敦賀郡敦賀町に生まれる。東京府・荘司孝治郎の長男。1900年、家督を相続する。
1899年、東京帝国大学工科大学応用化学科を卒業。更に大学院に学ぶ。農商務省に入り、技師に任ぜられる。
日本蝋燭製造所顧問、農商務技師、工業試験所技師、特許局技師兼同審査官兼工場監督官、臨時産業調査局技師等に歴任。1918年、工業試験所技師に任じ大阪工業試験所長となり1938年2月、退官する。

## 人物
族籍は東京平民であった。宗教は仏教。趣味はスポーツ。本籍は東京市赤坂区伝馬町3丁目（現・元赤坂）。住所は大阪市西淀川区大仁西町2丁目、東淀川区中津本町、中津浜通5丁目、兵庫県武庫郡精道村芦屋字南ノ口。

## 家族・親族
荘司家
- 父・孝治郎[3][6]
- 妻・初音（1882年 - ?、東京士族、山脇玄の二女、山脇春樹の養妹[6]）
- 養子・信守（1897年 - ?、長女愛の夫[3]、三菱化成工業取締役[9]、東洋カーボン専務[10]）
  - 同妻・愛（1901年 - ?）[10]
  - 同長男[10]
  - 同二男[10]
  - 同長女[10]
  - 同二女[10]
  - 同三女[10]
  - 同四女[10]
- 長女[3]
- 二女[5]
- 三女[5]
- 五女（大阪、祭原源治郎の長男健太郎の妻）[5][6]
- 孫[7]

親戚
- 五女の夫の父・祭原源治郎[6]（祭原商店取締役）
- 妻の父・山脇玄（法学博士[1]、貴族院議員[4]、行政裁判所長官）
- 妻の兄・山脇春樹（官僚）

## 栄典
- 1940年（昭和15年）8月15日 - 紀元二千六百年祝典記念章[11]